# Bitva u Maglaje
Bitva u Maglaje či bitva o Maglaj bylo vojenské střetnutí mezi Rakouskem-Uherskem a Osmanskou říší probíhající ve dnech 3. a 5. srpna 1878 v rámci rakousko-uherské vojenské kampaně v Bosně a Hercegovině v Bosenském vilájetu o kontrolu nad strategickým městem Maglaj. Rakousko-uherský expediční sbor byl při překročení řeky Bosny u města překvapen tuhým odporem bosenských muslimů a oblast se mu povedlo získat pod kontrolu až po druhotném bojovém úderu, po několika dalších střetech byla pak zahájena rakousko-uherská okupace Bosny a Hercegoviny.
Prudkost bojů u Maglaje následně mezi vojáky zlidověla a díky navrátivším českým vojákům pak pronikla do češtiny ustálením termínu maglajs jako něčeho neuspořádaného a zmatečného.

## Předehra
Ve dnech 13. června až 13. července 1878 bylo na Berlínském kongresu, kterého se zúčastnili zástupci Rakouska-Uherska, Německého císařství, Spojeného království, Ruska, Osmanské říše a Itálie, který řešil tzv. Velkou východní krizi na Balkáně, mj. dohodnuto, že Bosnu a Hercegovinu dočasně na úkor Osmanské říše vojensky obsadí a bude spravovat Rakousko-Uhersko z důvodu udržení politické a etnické stability v regionu. Dne 29. července 1878 XIII. armádní sbor rakousko-uherského expedičního vojska pod velením generála Josipa Filipoviće, který měl vrchní velení nad celou vojenskou operací, překročilo na několika místech řeku Sáva a začalo obsazovat území Bosenského vilájetu.
Císařská armáda postupovala do oblasti od severní hranice směrem k jihu, kde se setkávala jen s malým vojenským odporem. Rakousko-uherské velení ani s výrazným odporem nepočítalo a mohlo tak snáze dojít k podcenění bojové situace.

## Průběh střetu
Dne 2. srpna dorazily rakousko-uherské předsunuté jízdní oddíly uherských husarů 7. pluku k břehům řeky Bosny ve střední bosenské oblasti. Jednotka husarů překročila řeku, při vstupu do města byla však přepadena bosensko-osmanskými oddíly a následný střet si vyžádal značné bojové ztráty v počtu asi padesáti padlých jezdců.
Ke znovudobytí města, nutného k získání kontroly nad strategicky důležitým přechodem přes řeku formou lodního převozu, došlo pak po zásahu vojsk hlavního voje, zejména pěchoty. Dne 5. srpna vyrazily proti osmanským pozicím u Maglaje dva prapory Maroičičova pěšího pluku, do akce vedené podplukovníkem Pytlem, po pravém břehu Bosny k Maglaji. V čele postupovaly přes Kosmu 2 prapory pěšího pluku arcivévody Františka Karla, přes sousední výšiny následně postoupily dva prapory pluku Ilartungova, aby vpadly nepříteli do boku. V odpoledních hodinách došly tyto tři rakouské sbory k Maglaji, kde zaútočili na bosensko-osmanské pozice a díky početní i technické (dělostřelecké) převaze donutili nepřítele k ústupu. Město následně obsadily a podplukovník Pytel zde vztyčil rakousko-uherskou vlajku.
Rakousko-uherské zdroje uvádějí počet ztrát z druhého střetu na nepřátelské straně přes 50 mrtvých, vlastní ztráty uvádí v počtu 3 mrtvých a 6 zraněných. Několik bosensko-osmanských zajatců bylo popraveno, neboť byli označeni jako přímí účastníci útoku na rakousko-uherskou jízdu 2. srpna.

## Hodnocení bitvy

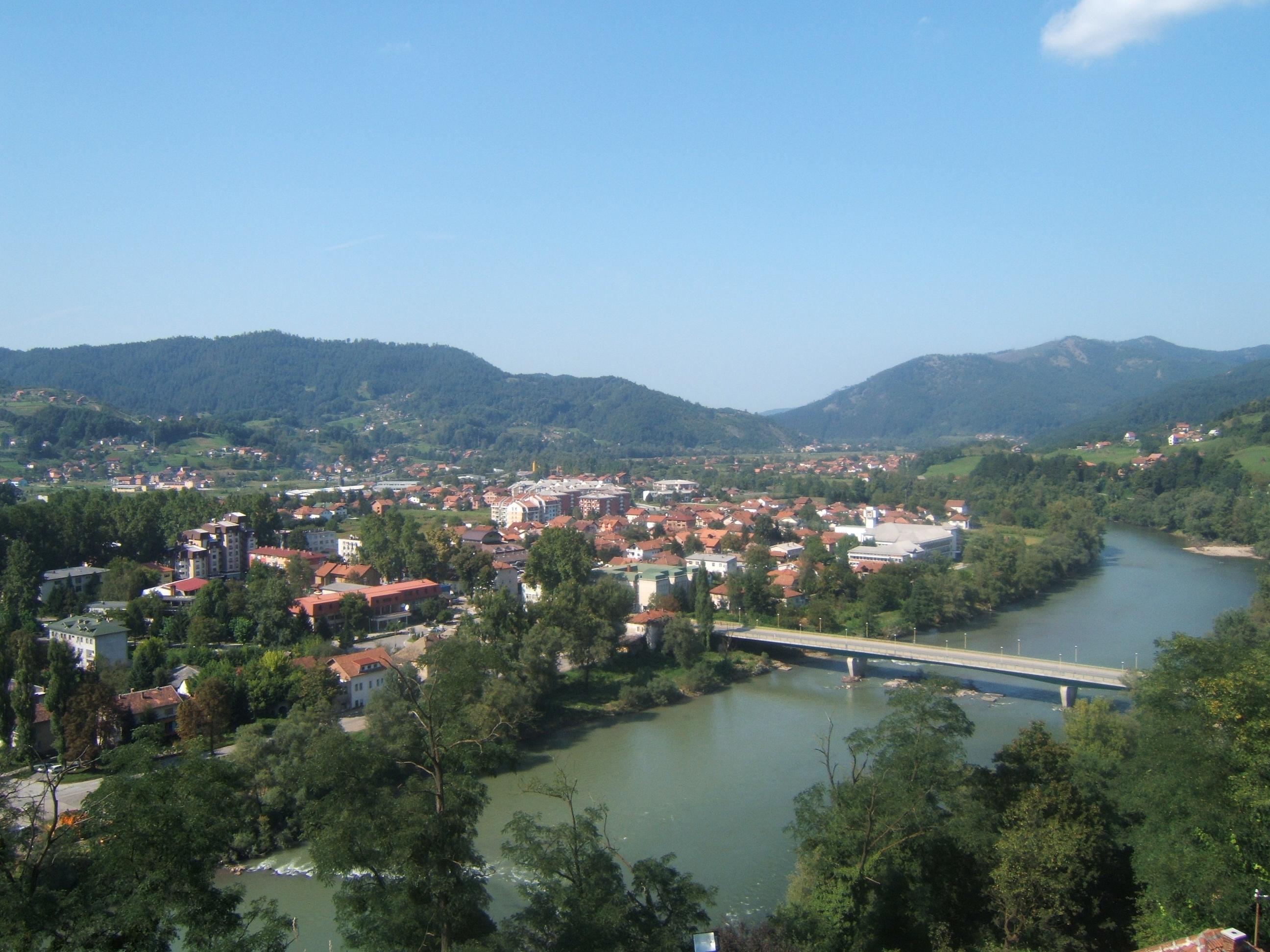
Pohled na město Maglaj v roce 2006

Akce tvořila jeden z významnějších střetů celé rakousko-uherské vojenské kampaně, vedle například bitvy u Doboje 2. září, završené dobytím Sarajeva v září a ukončené 20. října 1878, kdy bylo tažení oficiálně skončeno, bosenské partyzánské oddíly, operující v horách, se vzdali a původní Bosenský vilájet tak zanikl. Následná přítomnost rakousko-uherské moci v Bosně a Hercegovině vytrvala přes tzv. Bosenskou krizi až do konce první světové války, včetně zásadního atentátu na arcivévodu Františka Ferdinanda v Sarajevu 28. června 1914.

## Význam
Jelikož se bojů u Maglaje účastnila také řada českých vojáků, dle kterých následně zlidověl termín maglajs obecně označující, dle překvapivého bosenského útoku na husary 2. srpna 1878 a patrně také v kritice neopatrného rakousko-uherského velení, zmatek či nepořádek.